# Landesschülerrat Niedersachsen
Der Landesschülerrat (Eigenschreibweise: Landesschüler Niedersachsen; kurz: LSR NDS oder LSR) ist die höchste Schülervertretung (SV) im Lande Niedersachsen.
Die Aufgaben und Rechte des Landesschülerrates liegen in dem Informations- und Meinungsaustausch, in Anhörungs-, Vorschlags- und Auskunftsrechten, in der Stellungnahme- und vor allem Zustimmungserfordernissen.

## Geschichte
Der Landesschülerrat konstituierte sich erstmalig 1951. Seitdem finden die Landesschülerratswahlen zweijährlich statt, infolge konstituiert sich des Landesschülerrat zweijährlich.
Der 24. Landesschülerrat konstituierte sich am 27. April 2024. Er änderte die bestehenden Modalitäten von einem Vorsitzenden/einer Vorsitzenden und einem Stellvertreter/einer Stellvertreterin so, dass ab dem 25. Juni 2024 die Möglichkeit besteht, zwei Stellvertreter zu wählen. Im 24. Landesschülerrat haben Matteo Feind das Amt des Vorsitzenden sowie Eduard Hillgert und Liv Grohn (ab dem 19. Juni 2024) das Amt des stellvertretenden Vorsitzenden inne.

## Wahlen
Der Landesschülerrat wird auf der Ebene der ehemaligen Regierungsbezirke gewählt.
Die entsprechenden Regionalabteilungen der Landesschulbehörde berufen die Wahlversammlungen ein. Alle Mitglieder der Kreisschülerräte (KSR) sind stimmberechtigt und wählbar. Aus kreisfreien Städten treten die Mitglieder der Stadtschülerräte (SSR) an diese Stelle.
In jedem der ehemaligen Regierungsbezirke Niedersachsens (Braunschweig, Hannover, Lüneburg, Weser-Ems), die es bis zu ihrer Auflösung 2004 gab, wird je ein Vertreter für die Hauptschulen, Realschulen, Oberschulen, Gymnasien, Gesamtschulen, Förderschulen und Schulen in freier Trägerschaft gewählt. Darüber hinaus werden jeweils zwei Vertreter für die berufsbildenden Schulen (BBS) gewählt. Zusätzlich haben noch die ausländischen Mitschüler die Möglichkeit, sofern aus einem Bezirk kein solches gewählt wurde, in dem betreffenden Bezirk ein Zusatzmitglied zu wählen. Jedes der rechnerisch 40 möglichen Mitglieder hat ein Ersatzmitglied, welches beim Ausscheiden des Mitglieds nachrückt.
Zur Durchführung der Wahlen werden auf der Wahlversammlung auf Bezirksebene jeweils alle KSR-Vertreter und SSR-Vertreter einer Schulform, welche der Einladung gefolgt sind, in einer Gruppe zusammengefasst und wählen aus dieser Gruppe den Vertreter ihrer Schulform im Landesschülerrat.
Der Landesschülerrat wählt zudem sechs Mitglieder für den Landesschulbeirat und einen Vertreter für den Landesbeirat für Jugendarbeit.

## Organisation und Arbeitsweise
In den Bereichen der früheren Regierungsbezirke wurde für jede Schulform ein (BBS zwei) Vertreter und Stellvertreter gewählt. Die regulären Mitglieder bilden die Vollversammlung. Die Vollversammlung beschließt das Arbeitsprogramm, beschließt, wenn möglich, die Stellungnahmen, wählt den Vorstand, bildet Ausschüsse, somit gibt die Vollversammlung die inhaltlichen Themen vor.
Der Vorstand besteht aus fünf gleichberechtigten Mitgliedern und ist verantwortlich für die Büroarbeit (Bearbeitung der Post, Zusammentragen von Meinungen zu den Erlassentwürfen, Verwaltung der Geschäftsstelle), für die Beantwortung oder Weiterleitung von Fragen und Anfragen, die besonders Schüler an den LSR haben und die Organisation der Vollversammlung. Er ist für die inhaltlichen Themen verantwortlich.
Er hält Kontakt zu anderen Organisationen und Verbänden (z. B. den Jugendverbänden und -parteien sowie den Lehrer- und Elternverbänden). Pressemitteilungen werden von ihm verfasst und herausgegeben. Stellungnahmen zu Verordnungs-, Erlass- und Gesetzesentwürfen werden vom Vorstand verabschiedet, sollte in der gesetzten Frist (meistens sechs Wochen) keine Vollversammlung stattfinden.
Der Landesschülerrat wählt aus seiner Mitte einen Vorsitzenden und einen stellvertretenden Vorsitzenden. Diese koordinieren und organisieren die Zusammenarbeit zwischen Geschäftsstelle, MK und Vorstand.
Zudem sind der Vorsitzende und der stellvertretende Vorsitzende die ersten Ansprechpartner des LSR.